# ميشال أونفراي
ميشال أونفراي (بالفرنسية: Michel Onfray) هو فيلسوف فرنسي معاصر من مواليد 1 يناير 1959 في أورن، فرنسا،

## لمحة عامة
يعتبر ميشال أونفراي امتدادًا لفلاسفة ما بعد الحداثة في فرنسا وقد أسهم بصفة جديّة في الفلسفة الفرنسيّة المعاصرة، وهو معروف بغزارة مؤلّفاته التي تُعدُّ بالعشرات. لم يبدأ الكتابة إلا أواخر الثمانينيات، لتتوالى الإصدارت بمعدل كتاب في العام على الأقلّ، فاستحقّ لقب أكثر الفلاسفة غزارةً وظهوراً في الإعلام.
كان يحلم بأن يكون سائق قطار فإذا به من أبرز مفكري الجيل الجديد في فرنسا ومن وجوه « اليسار المعادي لليبرالية ». بنى خطابه على فلسفة المتعة، وأعاد قراءة المعلّمين الكبار.
يرى أونفراي أنّ الفلسفة فنّ للوجود وأنّ غايتها الوصول إلى السّعادة القصوى عبر المتع الحسيّة والفكريّة. وقد أعاد قراءة تاريخ الفلسفة تحت عنوان «تاريخ مضاد للفلسفة ** Contre-histoire de la philosophie».
يحمل هذا الفيلسوف مشروعًا فكريًا تحرّريًا يطمح إلى إنزال الفلسفة من فضاء النخب الجامعيّة إلى الفضاء العمومي، وقد قام بتأسيس «الجامعة الشعبية» تحت شعار الفلسفة للجميع. هذه الجامعة أسّسها مع أصدقائه عام 2002، لتستقبل كل من يرغب بحضور صفوف في الفلسفة والفن والتاريخ مجاناً، ومن دون أي شروط كالشهادة أو حتى القدرة على القراءة والكتابة!. النجاح الاستثنائي للجامعة الشعبية دفع إلى تكرار التجربة في مدن فرنسية أخرى.
أثار جدلًا واسعًا في الأوساط الفكريّة الفرنسيّة بسبب نقده اللّاذع لسيغموند فرويد ودعوته إلى تأسيس تحليل نفسي بعيدًا عن فرويد.

## الفلسفة فنًّا للعيش
يقول ميشال أونفراي في سياق حديثة عن فلسفة المتعة: - نعثر، في المتحف الهيدوني على العراة، السكارى، الشواذ، الملحدين، الموسيقين المتسكعين، الأطباء المغتربين.. الشعراء المتوحدين.. الفلاسفة المهمشين... كل هؤلاء فضلوا المأدبة والحانة على الأكاديمية والجامعة، والسجن على المؤسسة، والشارع أو الساحة على المكتبة أو الكنيسة.. هاجسهم هو أن يعيشوا فلسفتهم وأن يفكروا في حياتهم ويتأملوها. الأخلاق في نظرهم هي فن العيش اليومي وليس علم التقنينات والنواهي والأوامر الكابحة... وفي مركز اهتمامهم نجد الجسد.-

## مشروع التاريخ المضاد للفلسفة
يعتبر ميشال أونفراي مشروعه « ضد تاريخ الفلسفة » (Grasset) بحثا جديدا في مستنقع الامتثالية. وفي هذا الكتاب بالضبط يعرض، لفكر ثلة من الفلاسفة غير المعروفين، والمنسيين أو المهملين؛ فلاسفة نحن اليوم أحوج ما نكون إلى التعلم منهم. ولا يفتأ يطارد الرجل فكرة واحدة هي: أن يكتب تاريخ السعادة على مر العصور.

## الظهور الإعلامي
له حضور لافت في الإعلام إذ تتمّ استضافته باستمرار في التلفزات الفرنسيّة للحديث عن فلسفته أو آرائه في الشأن العام أو للتعريف بآخر إصداراته.

## الأعمال
- كتاب نفي اللاهوت — Traité d'Athéologie
- قوّة الوجود: بيان متعوي — La Puissance d'Éxister: Manifeste Hédoniste
- بطون الفلاسفة: نقد العقل الغذائي — Le Ventre des Philosophes: Critique de la Raison Diététique
- النظام التحرري: الحياة الفلسفيّة لألبير كامو — L'ordre Libertaire: La Vie Philosophique d'Albert Camus
- أفول صنم، الفرية الفرويدية — Le Crépuscule d'une Idole, l'Affabulation Freudienne
- تاريخ مضاد للفلسفة — Contre-Histoire de la Philosophie
- نظرية الجسد العاشق — Théorie du Corps Amoureux
- جعل العقل شعبيّا — Rendre la Raison Populaire

## مؤلفاته المنقولة إلى العربيّة
لم تعرف مؤلفات ميشال أونفراي طريقها إلى الثقافة العربيّة إلّا عبر ترجمة وحيدة لكتاب نفي اللاهوت (بالفرنسية: Traité d'athéologie) الذي قام بتعريبه الباحث المغربي مبارك العروسي وقد صدر عن منشورات الجمل.

## أفلام مسجّلة
2007 : Le Plaisir d’exister. Michel Onfray & les universités populaires1 et Retrouver le goût2, d'Olivier L. Brunet, Antoine Martin Productions.
2008 : Contact avec Michel Onfray, de Stéphan Bureau, Contact TV.
2009 : Michel Onfray. Philosophe, ici et maintenant, d’Élisabeth Kapnist, DVD, Frémeaux & Associés.
2011 : Michel Onfray, philosophe citoyen, d'Olivier Peyon, collection Empreintes, France 5.

## وصلات خارجية
- ميشال أونفراي على موقع IMDb (الإنجليزية)
- ميشال أونفراي على موقع ميوزك برينز (الإنجليزية)
- ميشال أونفراي على موقع قاعدة بيانات الفيلم (الإنجليزية)